# Шеррі ДюПрі
Шеррі ДюПрі (нар. 3 грудня 1983 (41 рік) , Тайлер ) — американська музикантка, співачка, авторка пісень і гітаристка, а також візуальна мисткиня. Одна з основних вокалістів гурту Eisley та багатьох інших проєктів.
Походить з Техасу.

## Дискографія

#### Eisley
- Room Noises (2005)
- Combinations (2007)
- The Valley (2011)
- Currents (2013)
- I'm Only Dreaming (2017)

#### Perma
- Two of a Crime (2013)
- Fight Fair (2019)